# Real Aposento de Torrelodones

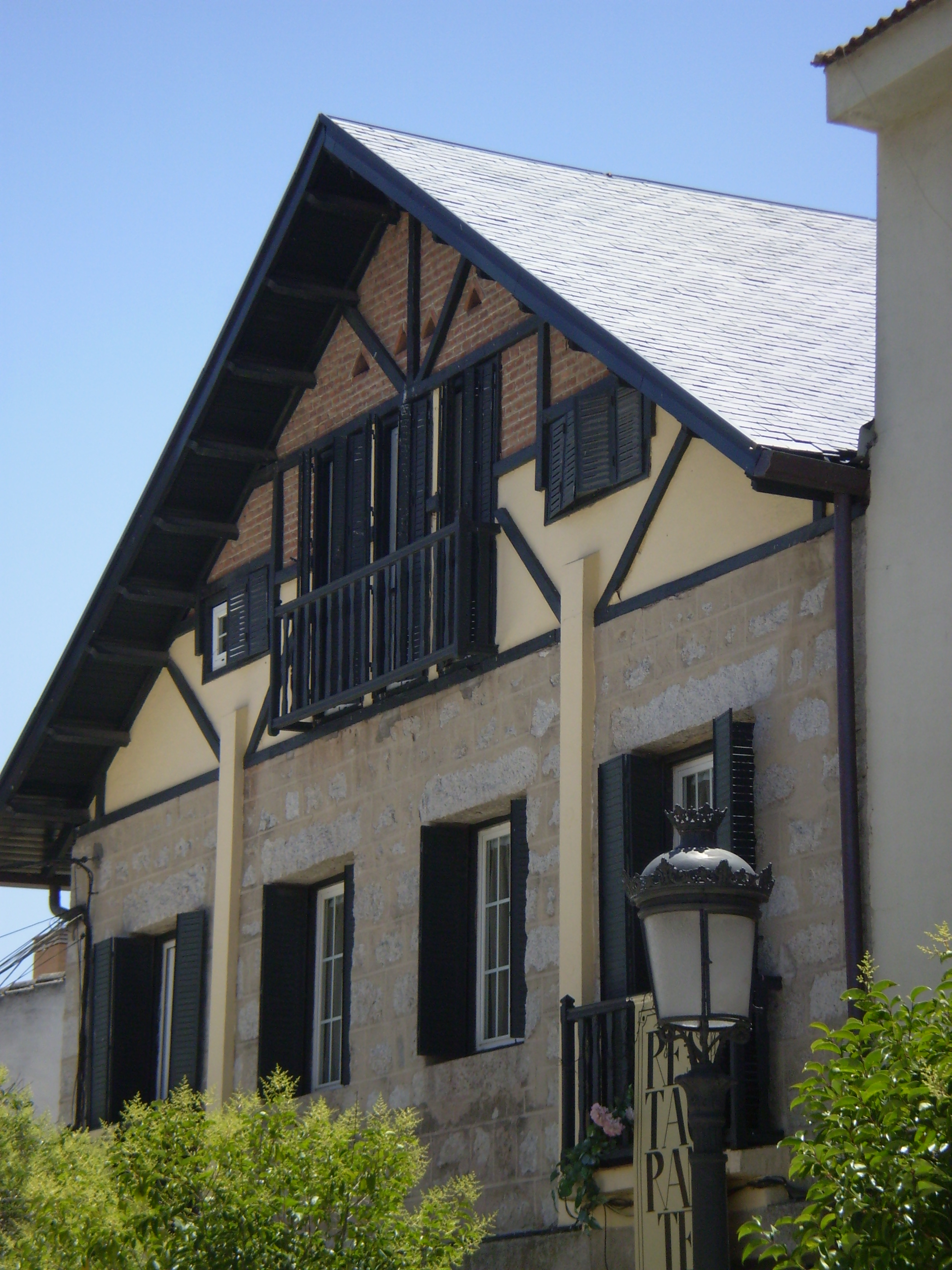
Esta casona, dedicada a actividades de hostelería, se alza sobre los cimientos del Real Aposento de Torrelodones, construido por Juan de Herrera, a instancias del rey Felipe II.

El Real Aposento de Torrelodones (popularmente conocido como Mesón de Francisco de Baños) fue un edificio construido en 1589 y destruido, casi en su totalidad, en el siglo XX, en el que solía parar Felipe II, en sus desplazamientos desde Madrid hasta el Monasterio de El Escorial. Se encontraba en el municipio español de Torrelodones. Se trata del último proyecto arquitectónico realizado en vida por Juan de Herrera.

## Historia
La historia de este edificio se vincula con la ruta que Felipe II seguía desde Madrid hasta el Real Sitio de El Escorial, que, en la actualidad, se promociona turísticamente con el nombre de Ruta Imperial de la Comunidad de Madrid. La inexistencia de lugares de hospedaje adecuados motivó la edificación de un aposento regio en el pueblo de Torrelodones, según consta en la cédula real de 1589, en la que el monarca ordenaba su construcción al arquitecto Juan de Herrera. 
Antes de que el Real Aposento de Torrelodones abriera sus puertas, Felipe II solía descansar en el mesón de Francisco de Baños, una de las posadas existentes en Torrelodones a finales del siglo XVI. Según obra en el archivo histórico del municipio, la primera visita del rey a la localidad está datada en el año 1579.
El aposento fue levantado sobre el solar del citado mesón, que fue embargado a su propietario, tras ser encarcelado, acusado de asesinato. En el año 1592 se demostró la inocencia de Francisco de Baños y el rey, en un intento por reparar los perjuicios cometidos, firmó dos cédulas reales (14 y 15 de enero) adjudicándole la propiedad y gestión del Real Aposento.
Tras la muerte de Felipe II, acaecida en 1598, el edificio continuó desarrollando actividades de hostelería. En él pernoctaron Felipe III y su esposa Margarita de Austria cuando se dirigían a Madrid para su coronación.
En 1928 se levantó una nueva planta sobre la cubierta. En 1965 fue transformado en vivienda, demoliéndose todos los elementos de la estructura original, excepto los cimientos.

## Descripción
El Real Aposento de Torrelodones se encontraba en el número 6 de la calle Real de Torrelodones. Era de estilo herreriano e integraba dos núcleos principales: las dependencias del monarca y las cocheras. 
El primero tenía planta cuadrangular y constaba de un único piso. Su elemento más significativo eran las cubiertas de pizarra, de forma piramidal, que duplicaban la altura del recinto. Estaban rematadas en aguja. Con respecto a las cocheras, su planta era rectangular.
De este conjunto sólo se conservan los cimientos, sobre los cuales se levanta en la actualidad una casona de estilo rural vasco, y diversos elementos construidos para el esparcimiento del monarca, caso de una mesa de piedra de granito, existente en el jardín de la citada casona.